# Стецко, Ланита Игоревна
Ланита Игоревна Стецко (бел. Ланіта Ігараўна Сцяцко; род. 14 августа 1993 Минск) — белорусская шахматистка, мастер ФИДЕ (2010), международный мастер среди женщин (2013), гроссмейстер среди женщин (2015). Победительница чемпионата Белоруссии по шахматам среди женщин (2015).

## Биография
Многократная победительница чемпионатов Белоруссии по шахматам среди девушек в различных возрастных группах: в 2003 году (U12), в 2005 году (U12), в 2007 году (U14), в 2008 году (U16) и в 2010 году (U18).
Успешно участвовала в чемпионатах Белоруссии по шахматам среди женщин, в которых завоевала золотую (2015), две серебряные (2014, 2017) и две бронзовые (2009, 2010) медали.
В декабре 2016 года в Челябинске победила в международном шахматном турнире среди женщин.
Представляла сборную Белоруссии на крупнейших командных шахматных турнирах:
- в шахматных олимпиадах участвовала четыре раза (2010—2016);
- в командном чемпионате Европы по шахматам участвовала в 2013 году.

В 2015 году окончила Институт бизнеса и менеджмента технологий БГУ по специальности «бизнес-администрирование».